# 愛爾蘭教會
愛爾蘭教會，或称愛爾蘭聖公會，是普世聖公宗團契的一員，普世聖公宗两个母会之一（另一个是英格兰教会）。在普世聖公宗各成员教会中列位第二，在英格兰教会之后。它由12個教區组成。
目前，爱尔兰首都都柏林的圣公会座堂為基督教会座堂，拥有全爱尔兰所有仍然在使用的中世纪教堂教产。圣公会运营的爱尔兰圣公会神学院位于都柏林南郊，与都柏林三一学院的神学院合办，是都柏林大学的一个部分。都柏林大學与牛津大学和剑桥大学成为一个系统，合称为牛剑都柏林，构成英伦古典大学的圣公会部分。教会的中央事务所位于Rathmines，毗邻爱尔兰圣公会教育学院。1999年，教会投票决定禁止使用除圣帕特里克旗以外的其它旗帜，然而联合旗继续在北爱尔兰的很多教堂使用。
愛爾蘭聖公會與愛爾蘭循道公會於2014年通過兩宗派「聖職互通」。按照決定，循道衛理宗的「會長」（Methodist Presidents）被視同「主教」牧職（Episcopal Ministers），因此可以聯同其他聖公宗主教參與愛爾蘭聖公會的按手祝聖禮儀。

## 历史

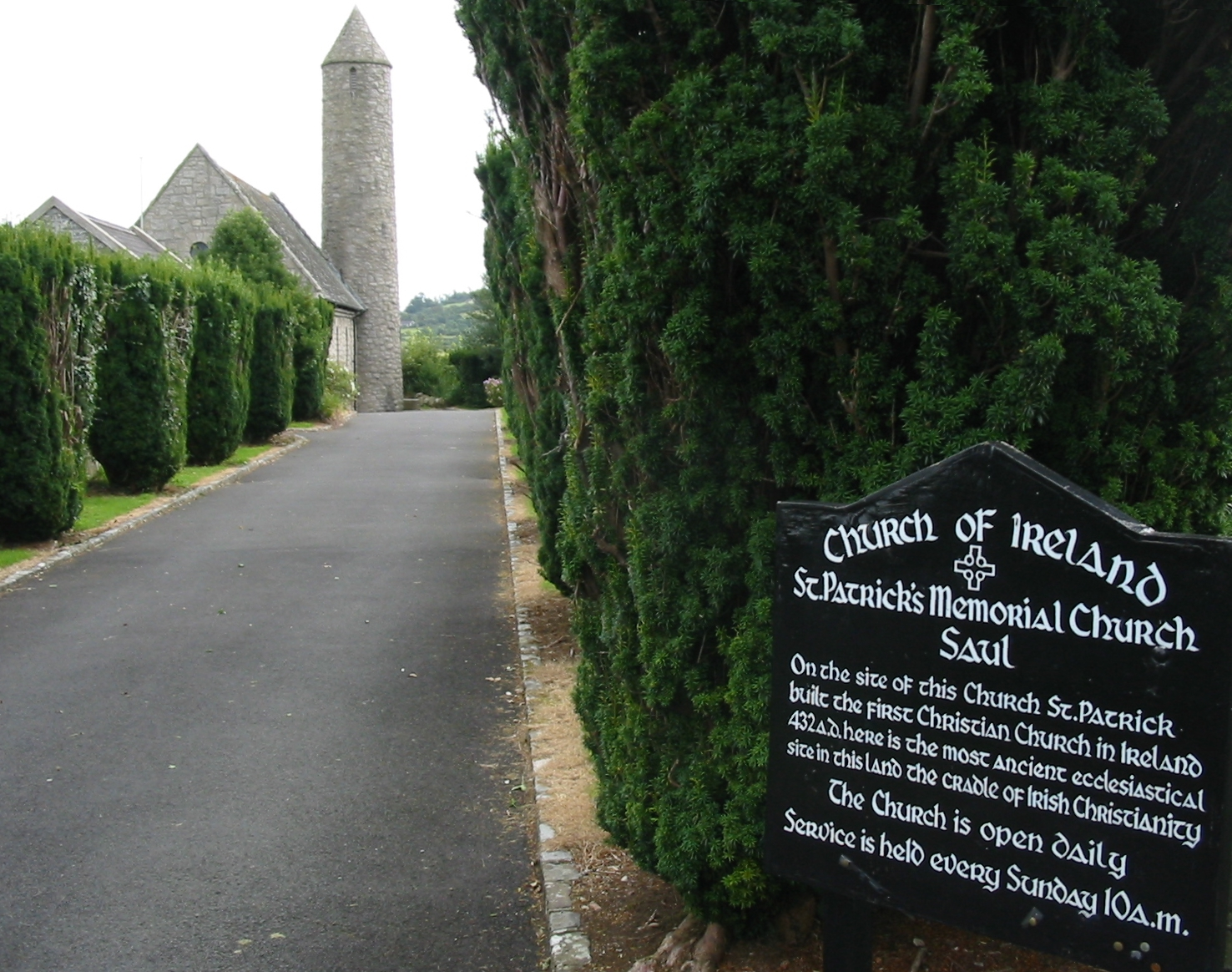
北愛爾蘭唐郡圣帕特里克紀念堂位於傳說中圣帕特里克在爱尔兰的第一座教堂的遺址

## 外部連結
- 愛爾蘭教會 （页面存档备份，存于）